# 엔리케 볼라뇨스
엔리케 호세 볼라뇨스 헤예르(스페인어: Enrique José Bolaños Geyer, 1928년 5월 13일 ~ 2021년 6월 14일)는 니카라과의 전직 대통령이었다.
아르놀도 알레만의 후계자로 2002년 이전 아나스타시오 소모사 데바일레의 흐름을 이어 알레만과 자유 동맹(AL)의 영향이 강한 입헌 자유당(PLC)에서 산디니스타 민족해방전선(FSLN)의 다니엘 오르테가를 제치고 대통령이 되었다.
처음에는 알레만이 큰 영향을 주었으나, 정치적 부패에 관해 알레만을 구속하였다.  그러나 퇴임을 얼마 앞두고 자신이 저지른 부패가 알려졌다.  근무 실태가 없는 친족에게, 주요 관공청의 직원으로서 3년에 걸쳐, 일본 엔으로 수천만 엔의 급여가 지불되고 후에는 라 프렌사지로 크게 보도된다. 
2006년 11월 5일 열린 니카라과 대통령 선거에서 다니엘 오르테가에게 패배했다.
2021년 6월 14일 숙환으로 별세하였다.

## 역대 선거 결과
| 선거명      | 직책명          | 대수 | 정당       | 득표율 | 득표수      | 결과 | 당락 |
| ----------- | --------------- | ---- | ---------- | ------ | ----------- | ---- | ---- |
| 1996년 선거 | 니카라과 부통령 | 19대 | 헌정자유당 | 50.99% | 896,207표   | 1위  |      |
| 2001년 선거 | 니카라과 대통령 | 57대 | 헌정자유당 | 56.28% | 1,216,863표 | 1위  |      |